# Petite Suite (Milhaud)
Pour les articles homonymes, voir Petite Suite.
La Petite Suite, op. 348, est une œuvre pour orgue de Darius Milhaud composée en 1955.

## Présentation
La Petite Suite est la dernière des quatre partitions de Darius Milhaud destinées à l'orgue seul. Elle a été composée à Paris en novembre 1955 à l'occasion du mariage du fils du compositeur, Daniel,.
L'œuvre, dédiée à Nicole et Daniel Milhaud, est donnée en première audition lors de leur cérémonie de mariage, à la synagogue Buffault, à Paris, le 9 décembre 1955, par l'organiste Jean Bonfils,.

## Structure
La Petite Suite, d'une durée moyenne d'exécution de six minutes environ, est constituée de trois mouvements, :
1. Entrée, page « franche et lumineuse[2] » ;
2. Prière, « douce[2] » et « tendre cantilène [...], où s'efface presque totalement le pédalier, [...] page adorable où s'unissent l'amour divin et l'amour humain[4] » ;
3. Cortège, final « brillant [...et] éclatant de joie[2] ».

Pour la musicienne Marie-Rose Clouzot, « d'une écriture généralement tonale et d'une rythmique simple [...], ces trois pièces brèves respirent la joie ».
La partition est publiée par Eschig. Dans le catalogue des œuvres de Darius Milhaud, la Petite Suite porte le numéro d'opus 348.

## Discographie
- Darius Milhaud : L'œuvre d'orgue, George Baker (orgue), Solstice FYCD 916, 1974/2002.